# غاندي (فلم)
غاندي (بالإنجليزية: Gandhi) فيلم تاريخي أنتج عام 1982 من نمط الأفلام ذات الإنتاج الضخم حول حياة موهانداس (ماهاتما) غاندي قائد مقاومة اللاعنف ضد حكم بريطانيا العظمى الاستعماري للهند خلال النصف الأول للقرن العشرين. أخرج الفيلم ريتشارد أتنبره وأدى دور غاندي الممثل البريطاني بين كنغسلي. وقد فاز كلاهما بجائزة الأوسكار على أدائه في الفيلم، كما فاز الفيلم نفسه بجائزة الأوسكار لأحسن فيلم. وقد فاز بمجموع ثمانية جوائز أوسكار.
كان الفيلم إنتاجاً عالمياً مشتركاً بين شركات إنتاج هندية وأخرى بريطانية، وقد عرض لأول مرة في نيو دلهي بتاريخ 30 نوفمبر 1982.
الفيلم مقتبس من كتاب (قصة تجاربي مع الحقيقة)الذي فضّل غاندي ان يتناول سيرة حياته بنفسه بدون كاتب سيره، لكن الفيلم لم يسرد بداية حياة غاندي بل من حادثة القطار الشهيرة التي غيرت حياة غاندي ومن ثم حياة المسلمين والهندوس في باكستان والهند، تبدأ القصة عندما عرض غاندي على أتباعه المعارضة السلمية واستخدام سياسة اللاعنف في المطالبة بحقوقهم ثم يتناول حياة غاندي في جنوب أفريقيا مع الاقليه الهندية، ومن ثم محاولة الاستقلال من الاستعمار البريطاني ويلاقون مقابل ذلك اشد أنواع التعذيب والمجازر نتيجة اصرارهم على عقد مقابلات ومطالبتهم بتحرير الهند والحكم الذاتي.

## الإنتاج
==بين كنغسلس
مارتن شين
روشان سيث
بيلي وليامز
رافي شانكار

## وصلات خارجية
- مقالات تستعمل روابط فنية بلا صلة مع ويكي بيانات
- Summary, analysis, and review of Gandhi
- 4 Speeches from Movie in Text, Audio, Video from AmericanRhetoric.com
- Trailer of the movie
- Movie script
- Gallery of photos from the set of Gandhi
- Gandhi 25 Year Reunion, filmed الأكاديمية البريطانية لفنون السينما والتلفزيون event with cast and crew (3 December 2007)

| سبقه عربات النار | أوسكار - أفضل فيلم 1982 | تبعه شروط إظهار العاطفة |